# Sả rừng
Sả rừng hay sả Ấn Độ (danh pháp hai phần: Coracias benghalensis) là loài chim thuộc họ Sả rừng. Sả rừng phân bố ở châu Á, từ Iraq đến Đông Dương, nổi tiếng với điệu vũ của chim mái trong mùa sinh sản. Sả rừng không phải là loài chim di cư nhưng thỉnh thoảng chúng cũng di chuyển nơi ở theo mùa. Một số bang của Ấn Độ chọn sả rừng làm biểu tượng.

## Thư viện ảnh

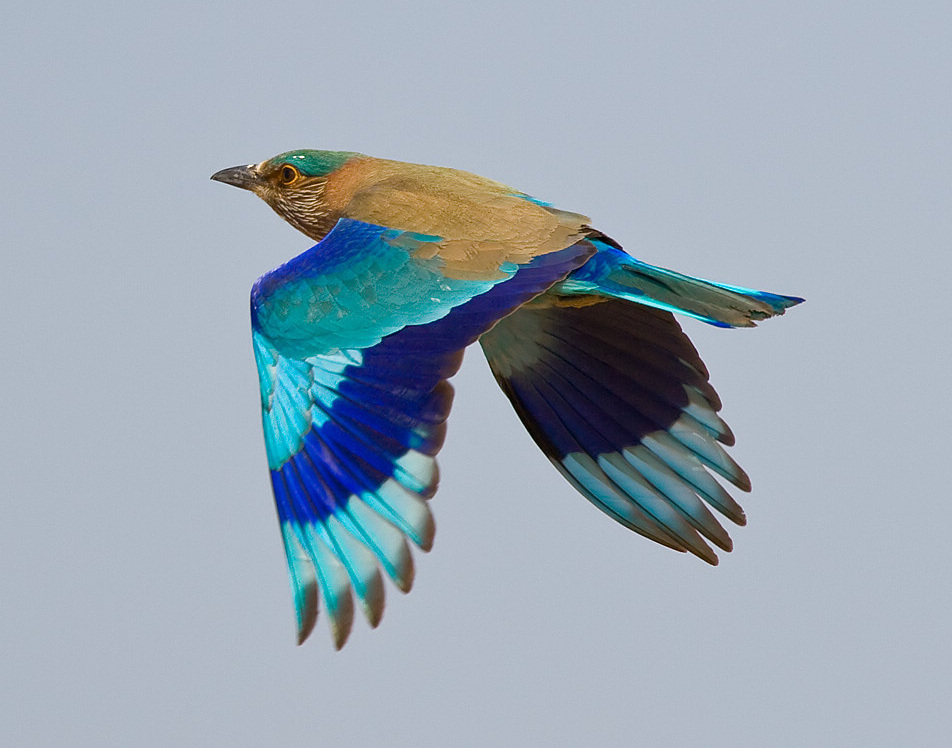
Bộ lông nhiều màu nổi bật trên nền trời xanh
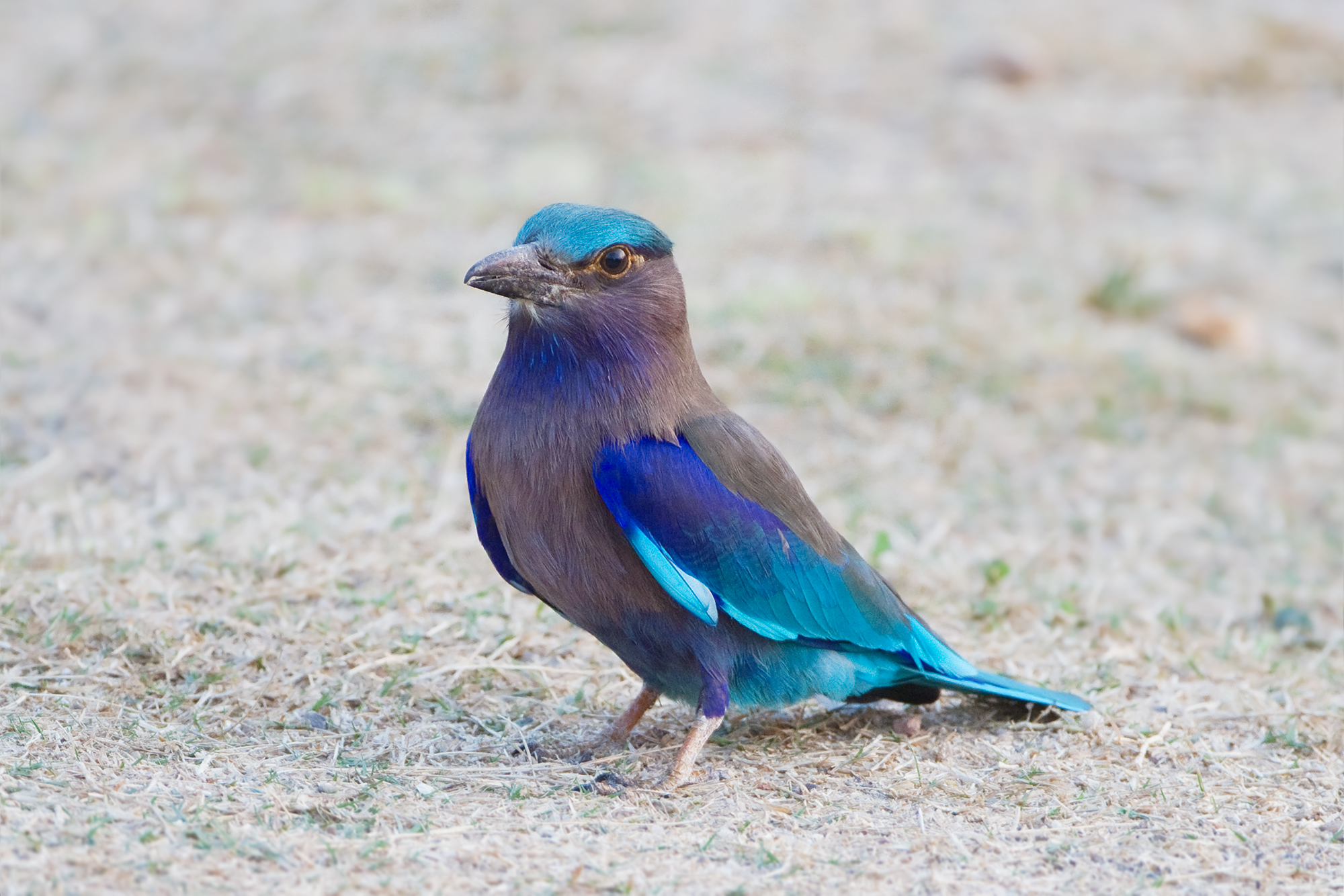
subsp. affinis
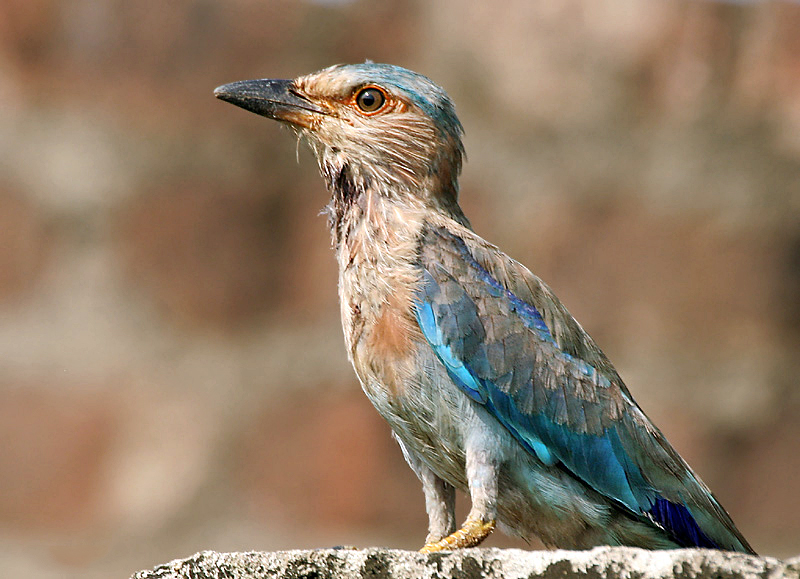
Chim non
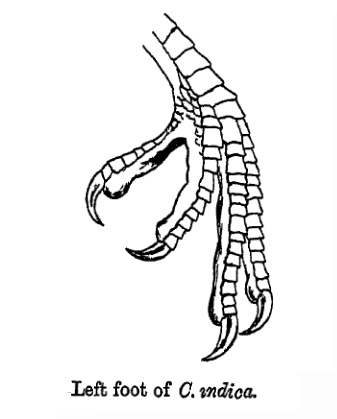
Bàn chân của sả rừng